# ستيفن إتش فاولر
ستيفن إتش فاولر (بالإنجليزية: Stephen H. Fuller)‏ هو مدرس أمريكي، ولد في 1921 في أثينس في الولايات المتحدة، وتوفي في 24 يناير 2005 في بيلمونت (ماساتشوستس) في الولايات المتحدة.